# Cyprian Kamil Norwid
Cyprian Kamil Norwid (odsłuchajⓘ), właśc. Cyprian Ksawery Gerard Walenty Norwid (ur. 24 września 1821 w Laskowie-Głuchach, zm. 23 maja 1883 w Paryżu) – polski poeta, prozaik, dramatopisarz, eseista, grafik, rzeźbiarz, malarz i filozof.
Często uznawany za ostatniego z czterech najważniejszych polskich poetów romantycznych. Wielu historyków literatury uważa jednak taki pogląd za zbytnie uproszczenie, zaliczając jego twórczość raczej do klasycyzmu i parnasizmu.
Przeważającą część swojego życia spędził za granicą, głównie w Paryżu, żyjąc w nędzy i utrzymując się z prac dorywczych. Twórczość Norwida, trudna do zrozumienia dla jemu współczesnych, została zapomniana po jego śmierci. Został odkryty ponownie dopiero w okresie Młodej Polski głównie za sprawą Zenona Przesmyckiego-Miriama (po części również młodego Władysława Stanisława Reymonta).

## Życiorys

### Wywód genealogiczny
| 4. Szymon Norwid      |  |                        |  |  |                         |
|                       |  | 2. Jan Norwid          |  |  |                         |
| 5. Brygida Świeżyńska |  |                        |  |  |                         |
|                       |  |                        |  |  | 1. Cyprian Kamil Norwid |
| 6. Ludwik Zdzieborski |  |                        |  |  |                         |
|                       |  | 3. Ludwika Zdzieborska |  |  |                         |
| 7. Anna Sobieska      |  |                        |  |  |                         |
|                       |  |                        |  |  |                         |

Źródło: genealogia.okiem.pl.

### Młodość
Cyprian urodził się w majątku matki, mazowieckiej wsi Laskowo-Głuchy (w połowie drogi pomiędzy Radzyminem a Wyszkowem). Został ochrzczony w pobliskim kościele parafialnym w Dąbrówce, gdzie znajdują się tablica pamiątkowa oraz akt chrztu. Jego ojcem chrzestnym był Cyprian Szukiewicz. Na cmentarzu parafialnym znajduje się symboliczny nagrobek jego matki Ludwiki ze Zdzieborskich. Imię Kamil wybrał sobie na bierzmowanie.
Jego ojciec Jan Norwid herbu Topór (1784–1835) był plenipotentem Radziwiłłów herbu Trąby, później administracji Namiestnictwa, matka Ludwika (1798–1825) była jego trzecią żoną. Poeta, wcześnie osierocony, wychowywał się od 1825 r. u prababki Hilarii z Buynów Sobieskiej (sam Norwid chętnie podkreślał, że po kądzieli jego przodkiem był król Jan III Sobieski). Rok 1830 i powstanie listopadowe Norwidowie spędzili w Warszawie. Razem ze starszym bratem Ludwikiem Cyprian uczył się w warszawskim gimnazjum, przerwał naukę nie ukończywszy piątej klasy i wstąpił do prywatnej szkoły malarskiej. Pobierał prywatne lekcje rysunku u znanego warszawskiego malarza Jana Klemensa Minasowicza. Nieregularna i przerwana edukacja Norwida sprawiła, że na dobrą sprawę był samoukiem.
Pierwsze środowisko literackie Norwida stanowili autorzy skupieni wokół redagowanego przez Hipolita Skimborowicza Piśmiennictwa Krajowego. Utrzymywał kontakty z tzw. Cyganerią Warszawską (Seweryn Filleborn, Roman Zmorski, Józef Bohdan Dziekoński, Włodzimierz Wolski), a także z Karolem Levittoux. W 1841 r. zbliżył się do Biblioteki Warszawskiej i salonu Łuszczewskich. Debiutował na łamach Piśmiennictwa Krajowego (nr 8/1840) wierszem „Mój ostatni sonet”.

### Podróże po Europie

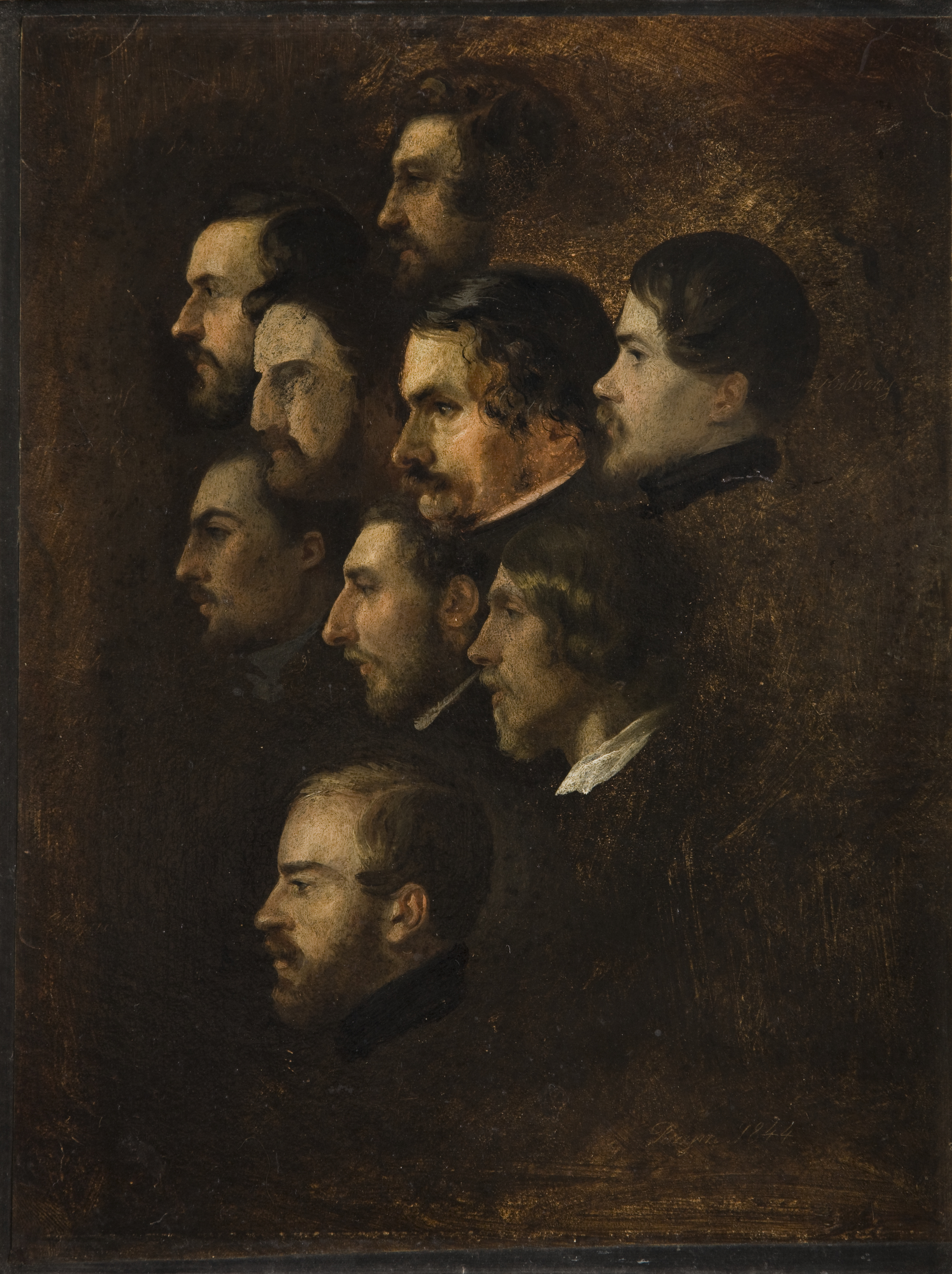
Romuald Chojnacki, Portret zbiorowy kolonii polskiej w Rzymie, olej na tekturze, 1844

W 1842 r. Norwid wyjechał do Drezna, oficjalnie dla doskonalenia sztuki rzeźbiarskiej. Podróżował po Wenecji i Florencji. W 1844 r. zamieszkał w Rzymie przy Via Quattro Fontane. Pracownia artysty przy via Sistina była miejscem spotkań artystycznej polonii w Rzymie, do której należał między innymi Romuald Chojnacki, autor Portretu zbiorowego kolonii polskiej w Rzymie, na którym zamieścił między innymi wizerunek Norwida. Do wątków historycznych zainteresowań twórcy należała wówczas nawet tematyka etruska zawarta później w Vade-mecum.
W tamtym czasie narzeczona poety, Kamila, zerwała zaręczyny, a Norwid poznał Marię z Nesselrodów Kalergis, która stała się jego wielką nieszczęśliwą miłością. Pogorszył się też wtedy stan zdrowia Norwida.

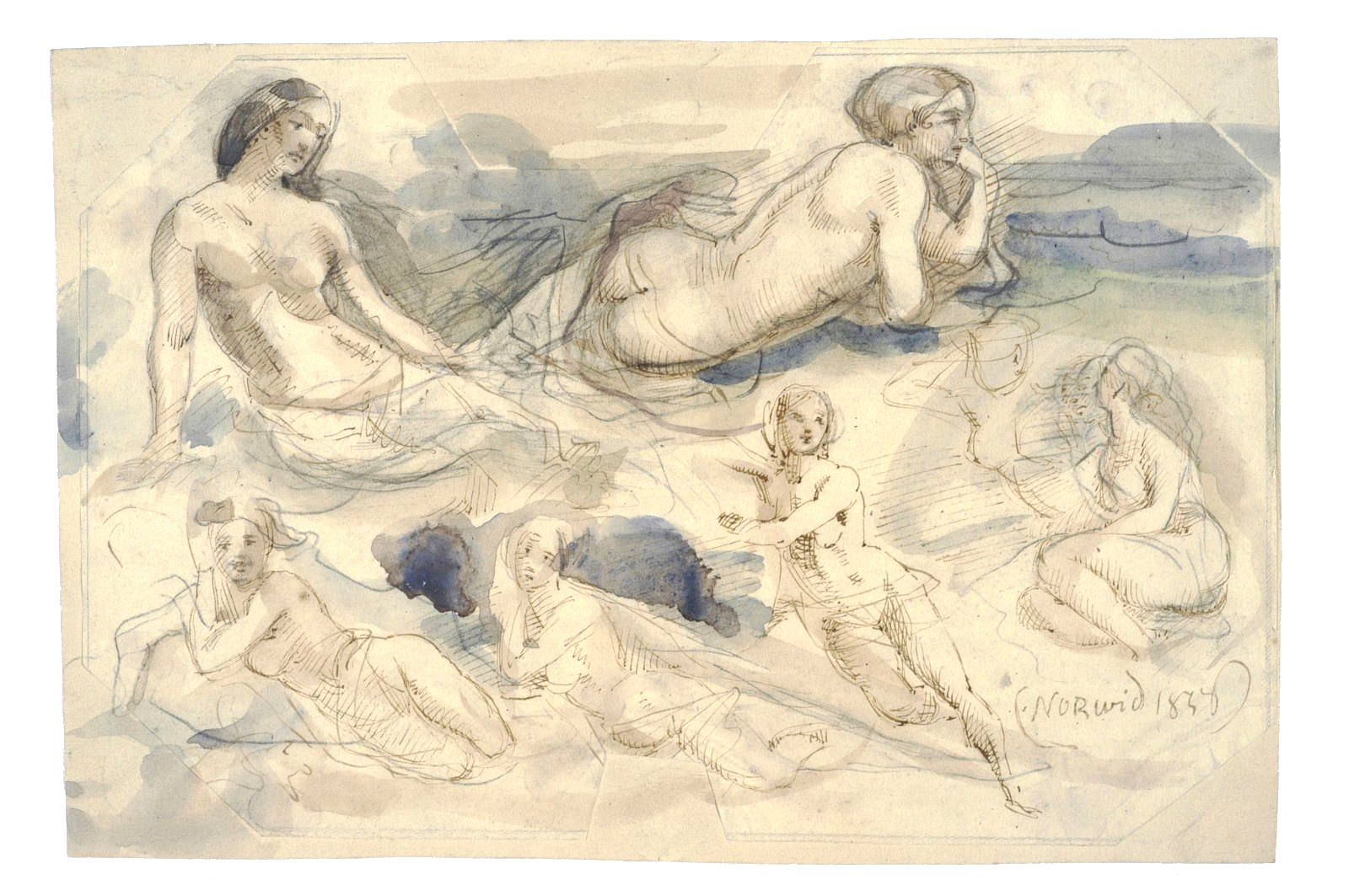
Najady rysunek Cypriana Kamila Norwida z 1846

Do 1846 r. poeta podróżował do Berlina, gdzie uczęszczał na wykłady uniwersyteckie i spotkania miejscowej Polonii. Był to dla Norwida okres licznych kontaktów towarzyskich, artystycznych i politycznych. Aresztowany i zmuszony do wyjazdu z Prus w 1846 r. udał się do Brukseli. Okres Wiosny Ludów spędził ponownie w Rzymie, gdzie poznał m.in. Mickiewicza i Zygmunta Krasińskiego. W czasie rewolucji w Rzymie w 1848 r. wraz z Zygmuntem Krasińskim bronił zagrożonego papieża Piusa IX.
W latach 1849–1852 mieszkał w Paryżu, gdzie spotkał Juliusza Słowackiego i Fryderyka Chopina, a także zetknął się w salonie Herweghów z Turgieniewem i Aleksandrem Hercenem. Sytuacja Norwida była wówczas trudna zarówno ze względów materialnych, jak i z powodu zawodu miłosnego, nieprzyjaznych recenzji krytyki i nieporozumień na tle politycznym. Poeta publikował w poznańskim Gońcu Polskim, ale spotkał się z nieprzychylnymi ocenami. Żył w biedzie, postępowały u niego głuchota i ślepota.

### Pobyt w USA
W 1853 roku poeta postanowił wyemigrować do Stanów Zjednoczonych, powodem jego wyjazdu była beznadziejna sytuacja materialna oraz męcząca go myśl o zatraconej miłości z Marią Kalergis. Do wyjazdu skłoniła go również rada hrabiego Władysława Zamoyskiego, który prywatnie był jego przyjacielem. Gdy Zamoyski służył jako generał armii Turcji, Norwid w Ameryce szukał ochotników do jego oddziału. Samą podróż Norwid opisał w prozach Czarne Kwiaty oraz Białe Kwiaty. 12 lutego 1853 r. statek "Margaret Evans" dotarł do Nowego Jorku. Niedługo po przybyciu do Stanów, Cyprian zranił się w rękę rąbiąc drzewo, co poskutkowało zakażeniem. Chorym Norwidem zaopiekowali się jego znajomi, którzy również byli Polakami. Gdy wyzdrowiał, wiosną otrzymał dobrze płatną posadę w pracowni graficznej u Emila Doeplera, niemieckiego artysty o polskich korzeniach. Była to jego ostatnia stała praca w życiu zawodowym. Jesienią poeta dowiedział się o wybuchu wojny krymskiej, w związku z czym zaczął planować powrót do Europy. Pisał do Mickiewicza i Hercena, prosząc ich o pomoc w realizacji planów. W czerwcu 1854 r. Norwid oraz jego przyjaciel Marceli Lubomirski wyruszyli w rejs do Europy na pokładzie statku "Pacific", by po dwóch tygodniach dotrzeć do Europy. Doświadczenie amerykańskie wywarło głęboki wpływ na życiu artysty, o czym może świadczyć jego dzieło o tytule "Praca", w którym Norwid opisuje rolę pracy zawodowej w życiu człowieka, realizując popularną wówczas w Ameryce ideę zamiłowania do niej. Warto również zwrócić uwagę na wiersz pod tytułem "Do obywatela Johna Brown" z 1859 roku, w którym Norwid wyraża swój sprzeciw wobec skazania Johna Browna, amerykańskiego działacza na rzecz wolności osób czarnoskórych w Stanach. 

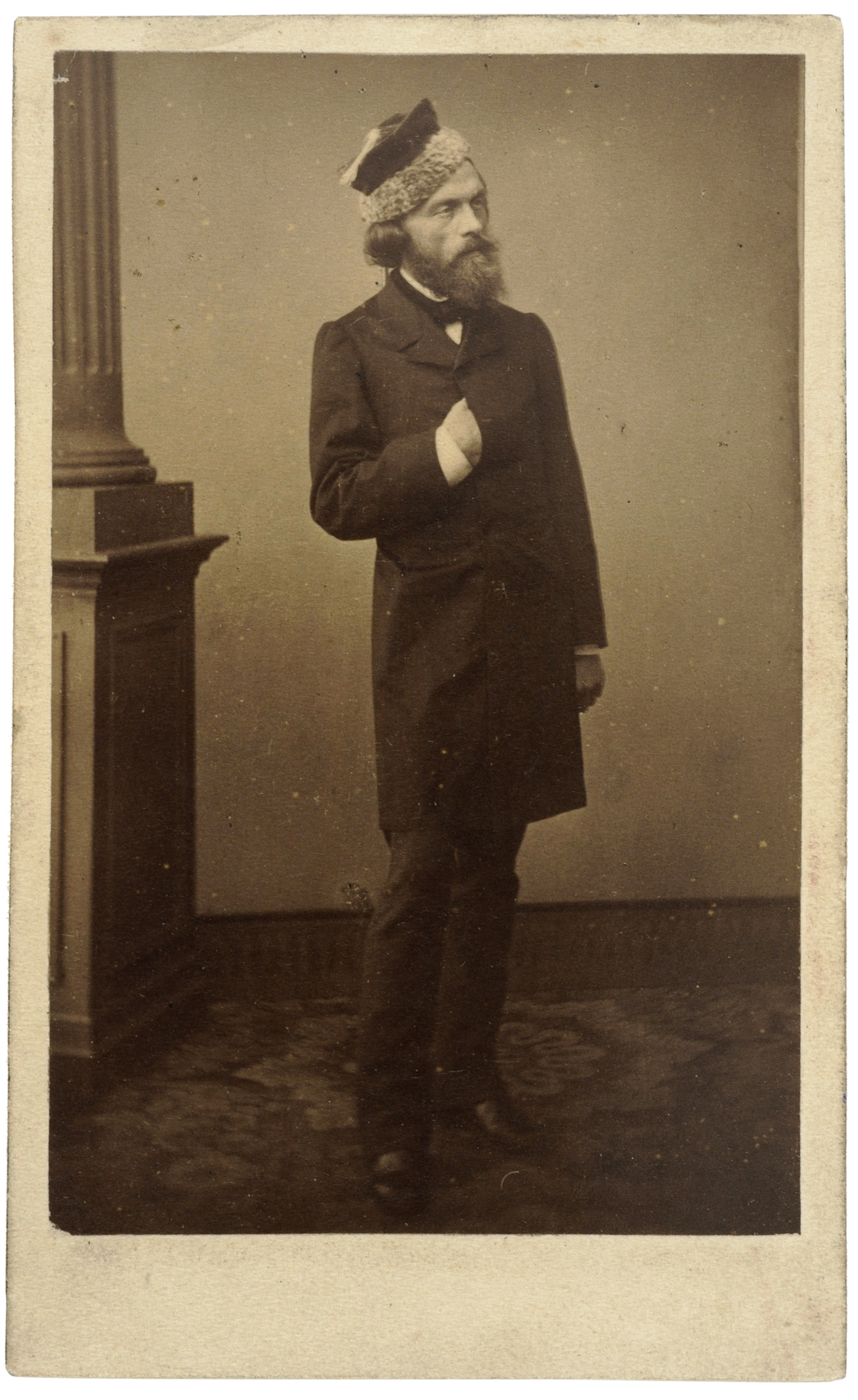
Norwid w 1861

### Powrót do Francji
W czerwcu 1854 r. Norwid wrócił do Europy z księciem Marcelim Lubomirskim, mieszkał w Londynie, utrzymując się z przygodnych prac artystyczno-rzemieślniczych, po czym udało mu się powrócić do Paryża. Działalność artystyczna Norwida ożywiła się, udało mu się opublikować kilka utworów. W 1863 r. wybuchło powstanie styczniowe, które pochłonęło uwagę Norwida. Choć sam, ze względu na stan zdrowia, nie mógł wziąć w nim udziału, usiłował mieć czynny wpływ na kształtowanie procesów powstania.
W 1866 r. poeta ukończył pracę nad Vade-mecum, chociaż tomu, mimo prób i protekcji, nie udało się wydać. W następnych latach Norwid cierpiał nędzę, chorował na gruźlicę. W 1877 r. przeżył tragedię z powodu nieudanego wyjazdu do Florencji. Bardzo liczył w związku z tym na poprawę stanu zdrowia, wysłał swój dobytek, ale książę Władysław Czartoryski nie udzielił poecie obiecanej pożyczki. Kuzyn Norwida, Michał Kleczkowski, umieścił go w Domu św. Kazimierza na przedmieściu Ivry na peryferiach Paryża.

W 1882 r. w jednym z pism warszawskich ukazała się notatka o Domu św. Kazimierza: „…tu mieszkał i umarł Olizarowski, tu dogorywa Cyprian Norwid…”. Od jesieni Norwid leżał w łóżku, często płakał i nikomu się nie zwierzał. Zmarł w przytułku nad ranem 23 maja 1883 r. Część notatek Norwida po jego śmierci została spalona.

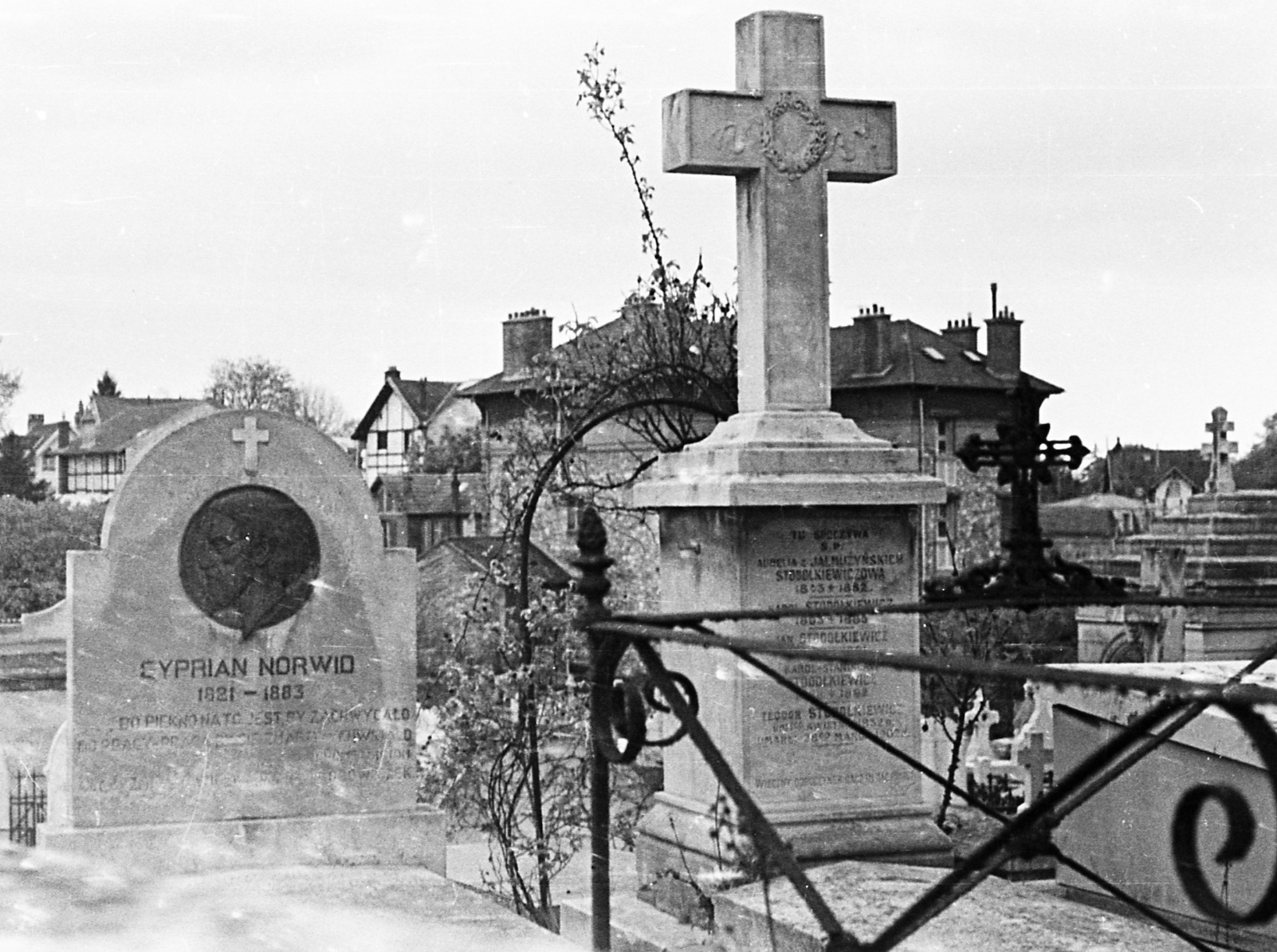
Grób Norwida na cmentarzu Les Champeaux w Montmorency

Pochowany został na cmentarzu w Ivry. W 1888 roku jego ciało przeniesiono do polskiego grobu zbiorowego na cmentarzu Montmorency. Następnie po piętnastu latach jego szczątki przeniesiono do zbiorowego grobu „domowników” Hotelu Lambert. W 2001 roku Norwid doczekał się godnego upamiętnienia. Wówczas ziemia z jego grobu została przewieziona do Polski i umieszczona w Krypcie Wieszczów Narodowych w Katedrze na Wawelu. W 2021 r. z okazji 200-lecia urodzin artysty, jego symboliczny nagrobek na cmentarzu w Montmorency został odnowiony przez Towarzystwo Opieki nad Polskimi Zabytkami i Grobami Historycznymi we Francji ze środków Instytutu Polonika.

## Dorobek
Historycy literatury dopatrują się w jego twórczości związków z wieloma nurtami: romantyzmem, klasycyzmem i parnasizmem.
Tłumaczył (choć tylko fragmentarycznie) Byrona, Szekspira, Benvenuta Celliniego, Bérangera, Horacego, Tyrteusza, Homera.
Po jego śmierci wiele z jego dzieł zostało zapomnianych. Za życia niedoceniany, odkryty ponownie w okresie Młodej Polski. Zaledwie niewielka część twórczości Norwida ukazała się za jego życia, pod koniec XIX wieku odkrył ją i zaczął publikować Zenon Przesmycki (Miriam). Stąd utarło się przekonanie, że Norwid jako twórca został odrzucony przez współczesnych, by być zrozumianym dopiero przez następne pokolenia „późnych wnuków”. Wśród historyków literatury natomiast trwają spory, na ile był romantykiem, a na ile istotnie wyprzedzał swoją epokę.
Cyprian Norwid stworzył wiele neologizmów dla swoich utworów takich jak złotomiodna, przyskrzypnąć, za po-lesie, wżywotowzięcie, skrzydlny, dopókąd.

## Wydania
W 1908 Roman Zrębowicz wydał „Wybór Poezji”, zaś w 1910 „Czarne kwiaty” i „Białe kwiaty” Norwida. Zapoczątkowane przez Zenona Przesmyckiego „Pisma zebrane” Norwida ukazały się częściowo (tomy A, C, E, F) w 1911 r. (ostatni tom właściwie w 1946 r., choć z datą 1911). „Dzieła” Norwida (w jednym tomie, z obszernym wstępem, bez aparatu krytycznego) wydał w 1934 r. Tadeusz Pini. W latach 1936–1939 ukazały się „Wszystkie pisma po dziś dzień w całości lub fragmentach odszukane” w wydaniu Zenona Przesmyckiego (tomy 3-9). W roku 1968 ukazały się „Pisma wybrane” (tomy I-V). Ich wydawcą był Juliusz Wiktor Gomulicki, zasłużony odkrywca norwidianów, biograf i komentator Norwida. Ukoronowaniem jego pracy, zmierzającej do wprowadzenia Norwida, poety, myśliciela, artysty, do narodowej kultury, było krytyczne wydanie w latach 1971–1976 jego Pism wszystkich. Składają się one z jedenastu tomów zawierających cały dorobek literacki poety wraz z jego listami i reprodukcjami dzieł plastycznych. Kolejne, w pełni krytyczne wydanie „Dzieł wszystkich” poety pod kierunkiem prof. Stefana Sawickiego powstaje w ramach projektu realizowanego przez Towarzystwo Naukowe Katolickiego Uniwersytetu Lubelskiego Jana Pawła II. W realizacji projektu uczestniczą najwybitniejsi polscy norwidolodzy. Do chwili obecnej z zaplanowanego na 17 tomów cyklu ukazały się tomy: III, IV, V, VI, VII, X.

## Pamiątki po poecie i upamiętnienia

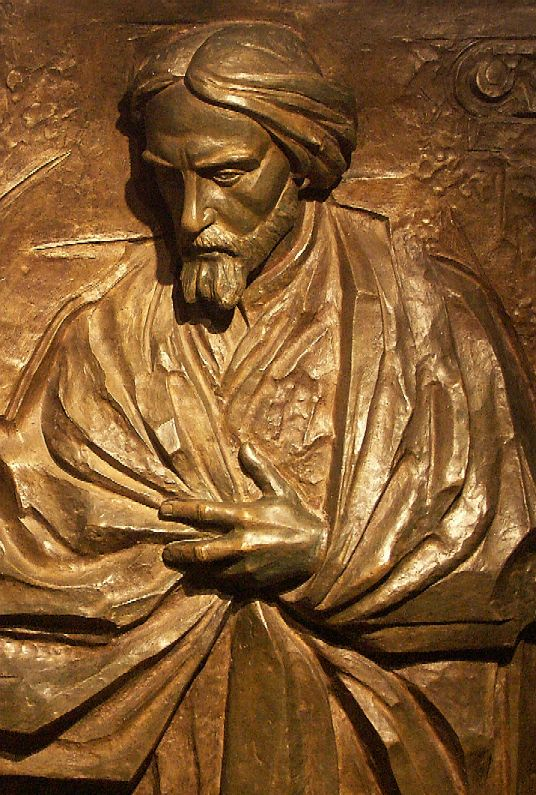
Płaskorzeźba Cypriana Kamila Norwida w Katedrze na Wawelu

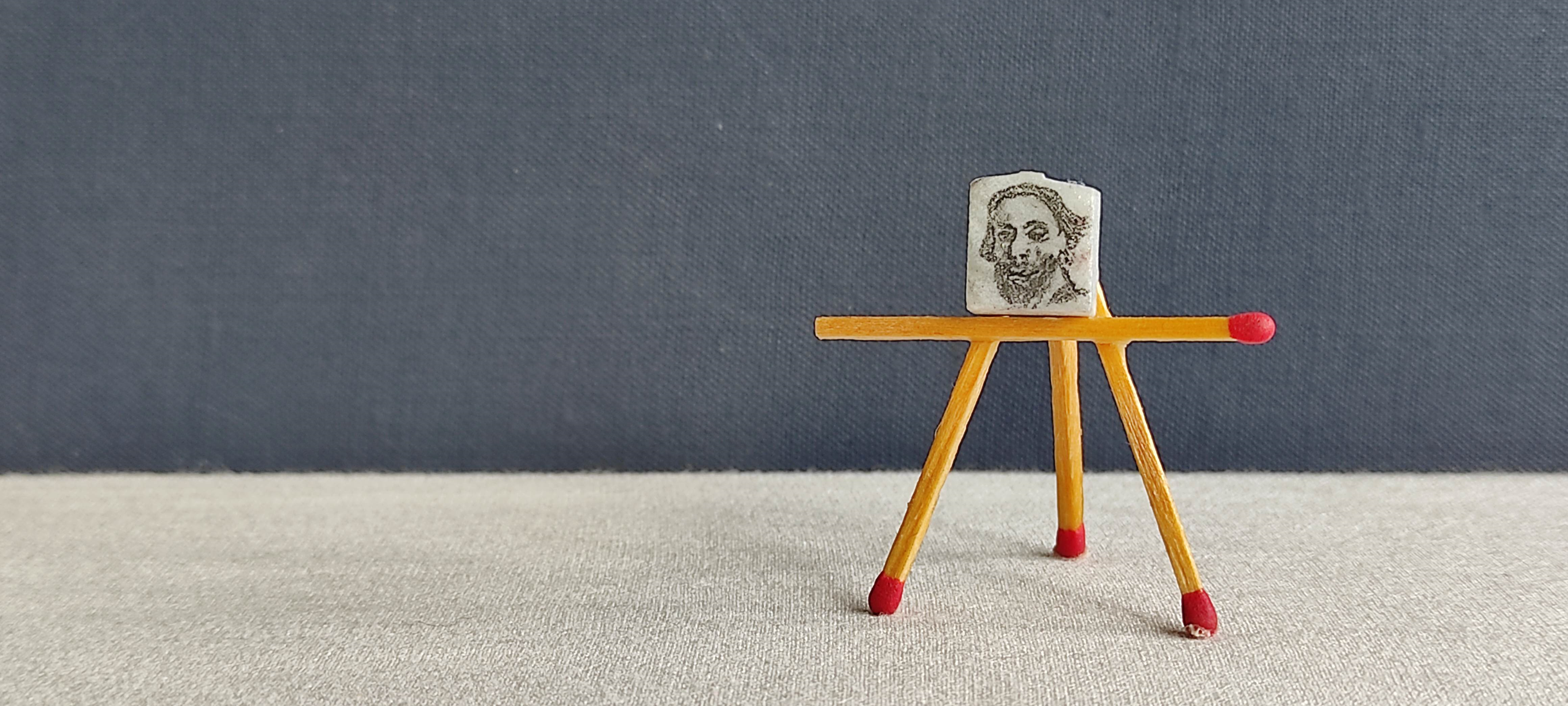
Cyprian Kamil Norwid – portret ołówkiem na marmurze – rozmiar 12 × 13 mm – w Muzeum Miniaturowej Sztuki Profesjonalnej Henryk Jan Dominiak w Tychach

W kancelarii parafialnej pobliskiej wsi Dąbrówka zachował się akt chrztu poety, a na miejscowym cmentarzu znajduje się nagrobek jego matki – Ludwiki. W dąbrówieckim kościele znajdują się też tablice upamiętniające jego chrzest, a w miejscu narodzin znajduje się dworek wraz z parkiem, stanowiący niegdyś własność matki poety (obecnie własność prywatna Karoliny Wajdy, która zaprasza zorganizowane grupy do zwiedzania części dworu wraz z folwarkiem).
- jego imieniem zostały nazwane liczne szkoły podstawowe oraz licea ogólnokształcące.
- imieniem Cypriana Kamila Norwida nazwano pociąg EIC relacji: Kraków Główny – Warszawa Centralna – Gdynia Główna
- w Wyszkowie nad Bugiem są dwa pomniki Cypriana Norwida, w parku miejskim i przy LO, oba autorstwa Zdzisława Skoczka[19].
- w 2013 Narodowy Bank Polski wydał trzy upamiętniające Norwida monety: złotą monetę kolekcjonerską o nominale 200 zł, srebrną monetę kolekcjonerską o nominale 10 zł oraz okolicznościową monetę o nominale 2 złotych wykonaną ze stopu nordic gold[20].
- uchwałą Sejmu RP z 27 listopada 2020[21] i uchwałą Senatu RP z 2 grudnia 2020[22], rok 2021 został ustanowiony Rokiem Cypriana Kamila Norwida. Patronom roku 2021 poświęcono wydanie specjalne Kroniki Sejmowej[23].
- Instytut Książki wraz z Instytutem Kultury Polskiej w Londynie uczcił 200. rocznicę urodzin pisarza krótkometrażowym filmem „Vade-mecum”, w którym przedstawiono postać i twórczość artysty[24].
- w 2021 z okazji dwusetnej rocznicy urodzin Norwida Poczta Polska wyemitowała w nakładzie 120 tys. sztuk upamiętniający go znaczek pocztowy o nominale 3,30 zł[25].
- jest patronem ławeczki w Parku Ratuszowym w Krakowie w dzielnicy XVIII Nowa Huta, o czym informuje tabliczka. Patroni ławeczek w przestrzeni publicznej są wybierani w ramach projektu Kody Miasta realizowanego przez Krakowskie Biuro Festiwalowe, operatora tytułu Kraków Miasto Literatury UNESCO, którym Kraków został uhonorowany w 2013 roku[26][27].
- postać Norwida pojawia się w pieśni Żeby Polska była Polską.
- 25 sierpnia 2021 w Dębinkach powołano do życia Muzeum Cypriana Nowida w Dębinkach[28].

## Dzieła

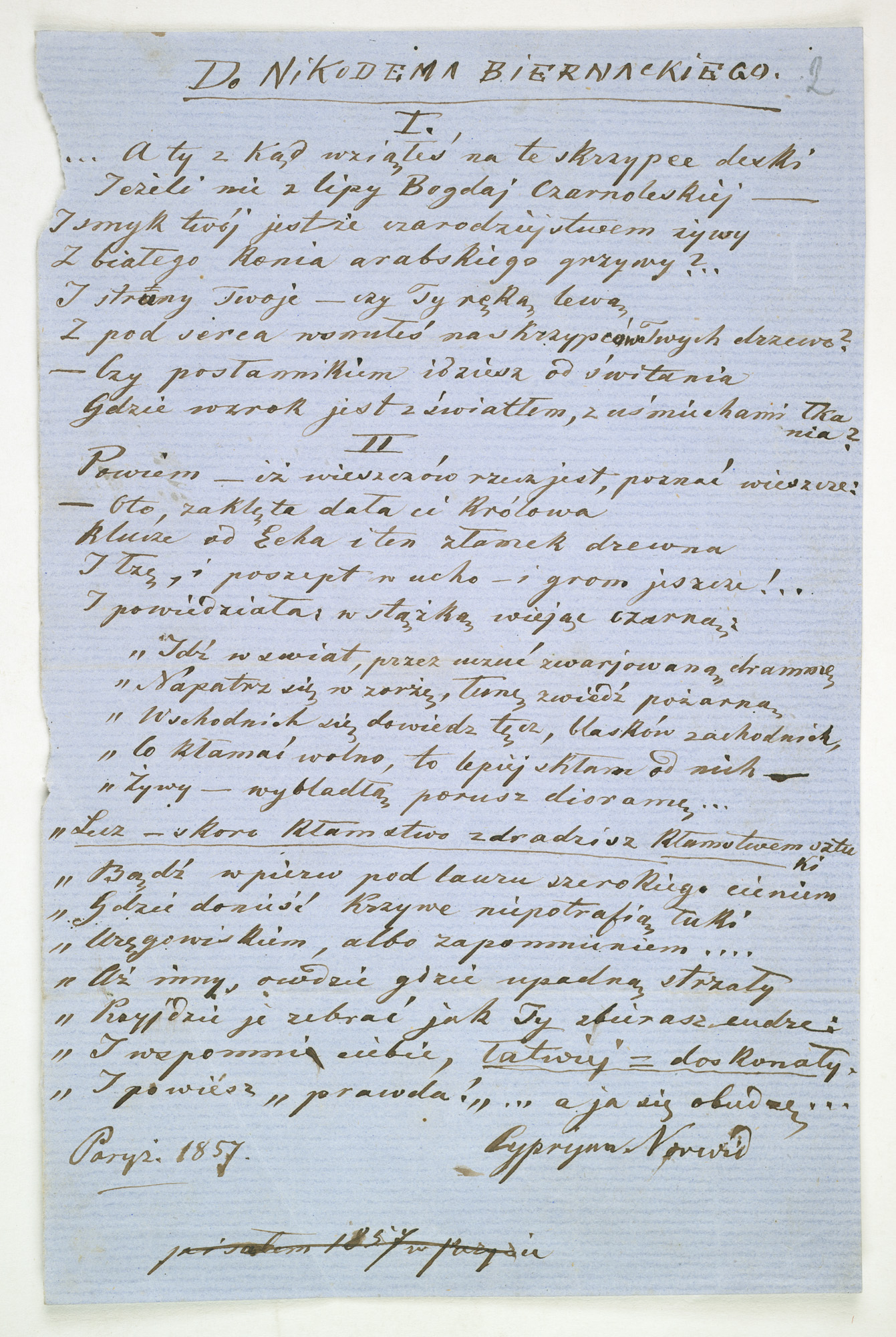
Rękopis wiersza „Do Nikodema Biernackiego”

- Dialog zmarłych – akwaforta, sucha igła (1871)
- Pytania – akwaforta (1863)

### Liryki (najważniejsze)
- Bema pamięci żałobny rapsod (1851)
- Coś ty Atenom zrobił, Sokratesie (styczeń 1856)
- Do obywatela Johna Brown (1859)
- W Weronie
- Italiam!, Italiam!
- Moja ojczyzna
- Pieśń od ziemi naszej
- Vade-mecum (1858–1866) – wydane drukiem sto lat po napisaniu
- Moja piosnka (Do kraju tego...)[29]

### Poematy
- Wesele. Powieść. (1847)
- Pompeja (1848 lub 1849)
- Pieśń społeczna (1848-1850)
- Niewola. Rapsod (1849)

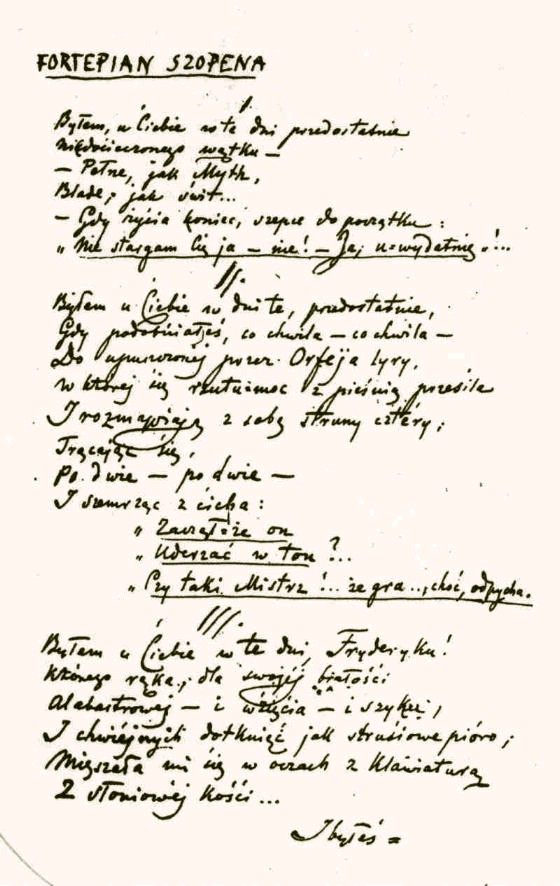
Rękopis Fortepianu Szopena

- Promethidion. Rzecz w dwóch dialogach z epilogiem (1851)

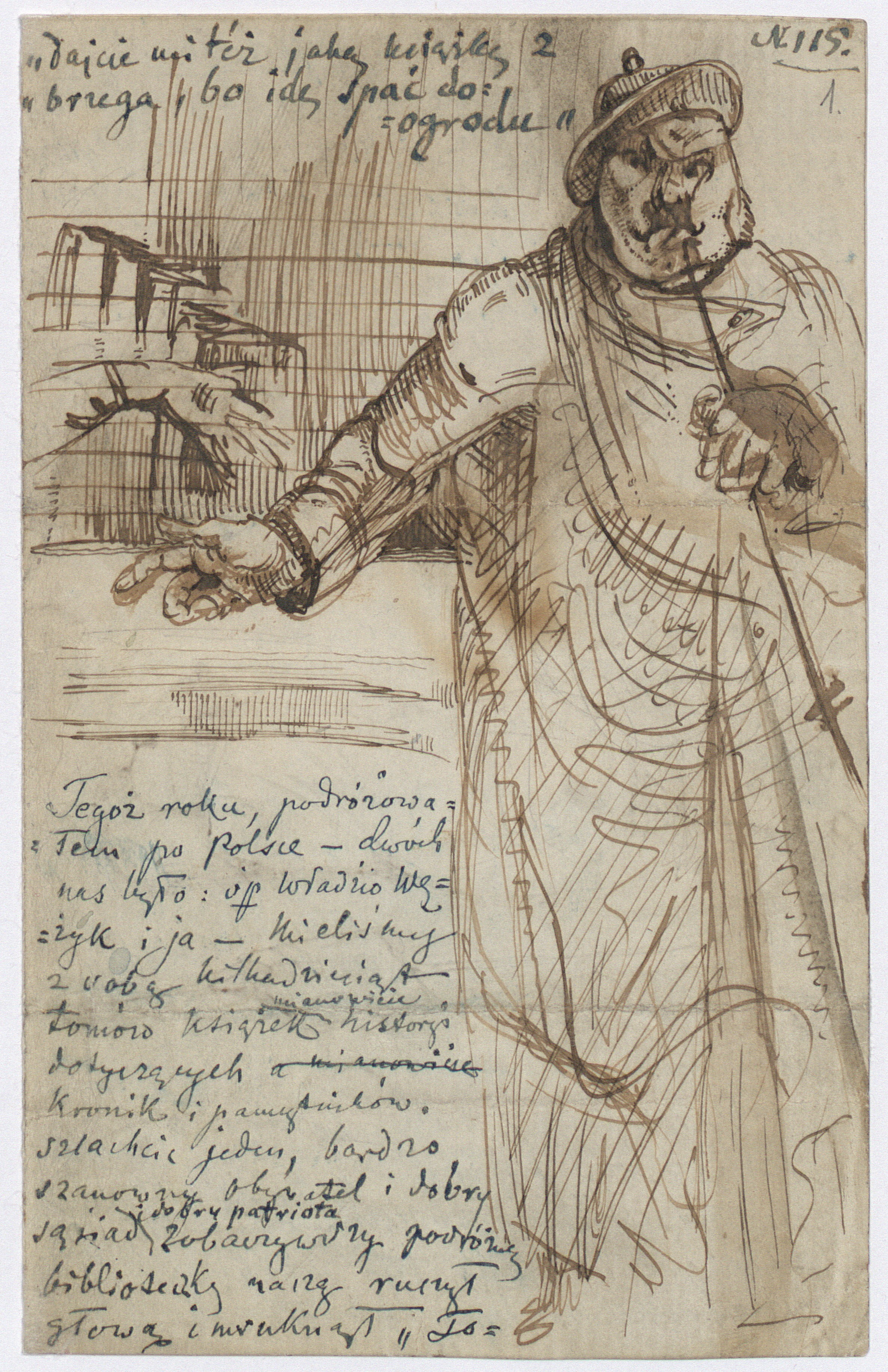
Cyprian Kamil Norwid – Kartka z „Pamiętnika podróżnego”

- Szczesna. Powieść (1854)
- Epimenides. Przypowieść (1854)
- Quidam. Przypowieść (1855–1857)
- Garstka piasku (1858–1859)
- Fulminant. Rapsod (1863)
- Fortepian Szopena (1863–1864)
- Rzecz o wolności słowa (1869)
- Assunta (1870)
- A Dorio ad Phrygium (1871)

### Proza

#### Proza fabularna
- Łaskawy opiekun, czyli Bartłomiej Alfonsem (1840)
- Bransoletka. Legenda dziewiętnastego wieku (1858)
- Cywilizacja. Legenda (1861)
- Archeologia (1866)
- Dwie powieści (1866)
- Ostatnia z bajek (1882)
- Stygmat (1883)
- „Ad leones!” (1883)
- Tajemnica lorda Singelworth (1883)

#### Proza medytacyjna
- Wyjątek z pamiętnika (1850)
- Czarne kwiaty (1856) – wspomnienia dotyczące ostatnich spotkań z różnymi osobami, na krótko przed ich śmiercią
- Białe kwiaty (1857) – teoretyczne uzasadnienie Czarnych kwiatów
- Pamiętnik Podróżny (1867)
- Milczenie (1882)

#### Pisma literackie i artystyczne
- O sztuce (dla Polaków) (1858)
- O Juliuszu Słowackim (1860)
- Obywatel Gustaw Courbet (1872)

#### Moralia
- O miłości ksiąg dwie (1858)
- Do Spartakusa (o pracy) (1866)

### Dramaty
- Zwolon (1848-1849)
- Noc tysiączna druga. Komedia (1850)
- Wanda (1851)
- Krakus. Książę nieznany (1851, 1861)
- Słodycz (1855 lub 1856)
- Aktor. Komediodrama (1867)
- Za kulisami (1865-1866)
- Pierścień Wielkiej Damy, czyli Ex-machina-Durejko (1872)
- Kleopatra i Cezar (ok. 1870, 1878)
- Miłość czysta u kąpieli morskich (ok. 1880)

### Obrazy

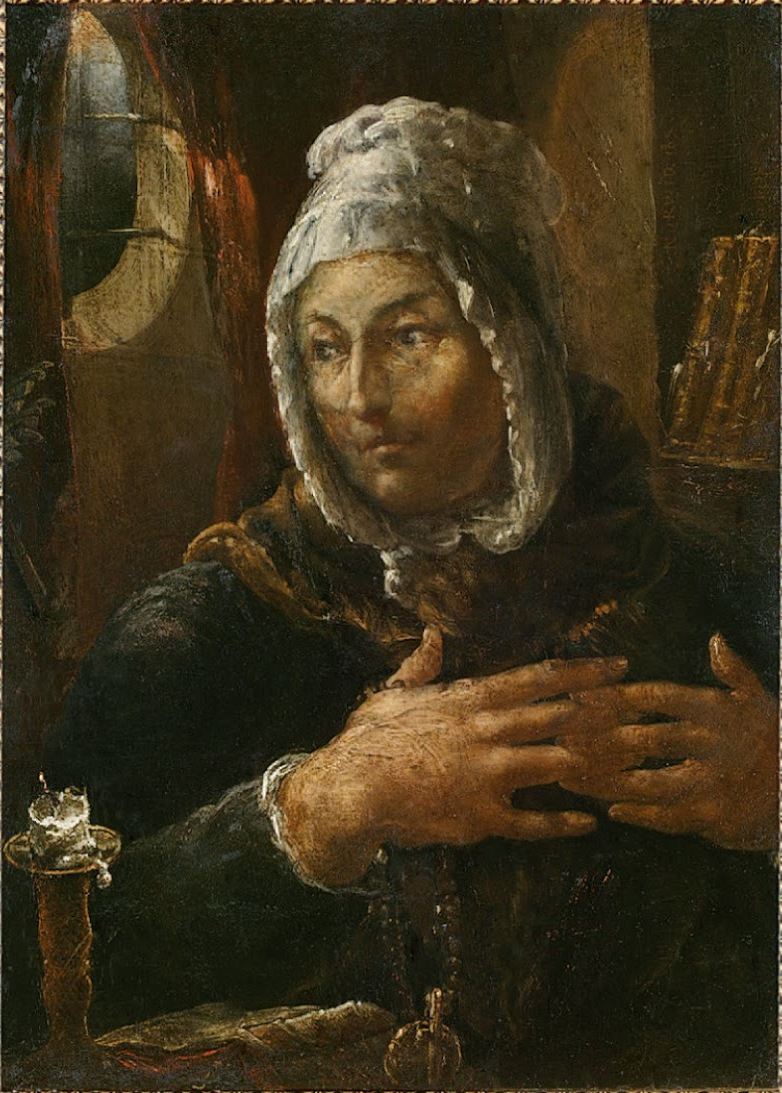
obraz pt. Jutrznia autorstwa Cypriana Kamila Norwida

C.K. Norwid był autorem kilkunastu obrazów olejnych, z których do dziś przetrwały cztery. Alegoryczne przedstawienie odrodzonej Polski pod nazwą Jutrznia od grudnia 2007 r. znajduje się w zbiorach Muzeum Książąt Lubomirskich we Wrocławiu. Inne obrazy to np.: Orzeł, Kosynier.

### Inne
- Listy
- Do Najświętszej Panny Maryi. Litania

na podstawie: opracowania Juliusza Wiktora Gomulickiego ze wstępu Pism wybranych C.K. Norwida, PIW, Warszawa 1968

### Zakład Badań nad Twórczością Cypriana Norwida
Na KUL-u powstał Zakład Badań nad Twórczością Cypriana Norwida. Pozycje wydane przez Zakład:
- Zofia Stefanowska, Strona romantyków: studia o Norwidzie (1993)
- Elżbieta Dąbrowicz, Cyprian Norwid: osoby i listy (1997)
- Wojciech Kudyba, Aby mowę chrześcijańską odtworzyć na nowo...: Norwida mówienie o Bogu (2000)
- Piotr Chlebowski, Cypriana Norwida Rzecz o wolności słowa: ku epopei chrześcijańskiej (2000)
- Elżbieta Feliksiak, Poezja i myśl: studia o Norwidzie (2001)
- Józef Fert, Piotr Chlebowski (red.), Norwid a chrześcijaństwo (2002)
- Agata Brajerska-Mazur, O angielskich tłumaczeniach utworów Norwida (2002)
- Włodzimierz Toruń, Wokół Norwidowskiej koncepcji słowa (2003)
- Piotr Chlebowski, Włodzimierz Toruń (red.), Liryka Cypriana Norwida (2003)
- Edyta Chlebowska, Ipse Ipsum: o autoportretach Cypriana Norwida (2004)

### Poezja śpiewana
- od początku lat 70. XX w. twórczość Norwida popularyzował Czesław Niemen, wykonując teksty utworów poety do własnej muzyki, m.in. Bema pamięci żałobny rapsod (płyta Niemen Enigmatic z 1970), Italiam!, Italiam!, Moja ojczyzna, Pielgrzym, Daj mi wstążkę błękitną..., Jesień. Wydany w 1978, dwupłytowy longplay Idée fixe opierał się wyłącznie na jego poezji; oryginalne brzmienie rocka progresywnego z ogromnymi wpływami muzyki elektronicznej połączył Niemen z wierszami takimi jak Sieroctwo, Larwa, Laur dojrzały, Moja piosnka [II] i innymi.
- w 1976 na drugim studyjnym albumie Przechodniem byłem między wami polskiego zespołu Budka Suflera, znalazł się utwór Noc nad Norwidem, mający charakter hołdu złożonego poecie.
- w nurcie poezji śpiewanej odnotować należy piosenki do tekstów Norwida, w wykonaniu Wandy Warskiej (m.in. W Weronie), Stana Borysa (np. Czy podam się o amnestię?), zespołu Closterkeller (Po to właśnie) i Przemysława Gintrowskiego[30] (m.in. Moja piosnka [II], Ty mnie do pieśni pokornej nie wołaj...).
- utwory Norwida adaptował również Maciej Maleńczuk z zespołem Homo Twist w drugiej połowie lat 90. wykonując utwór Norwid, w którym wykorzystał fragmenty wierszy Moja piosnka i Bema pamięci żałobny rapsod (cover Czesława Niemena).
- w 2010 ukazał się programowy album zespołu De Press Gromy i pyłki w całości poświęcony artyście, na którym znalazło się 19 utworów z oryginalnymi tekstami Norwida. Wewnątrz płyty umieszczono książeczkę z życiorysem, rysunkami oraz poezją poety[31].
- w 2014 na drugim albumie studyjnym pt. Pogo zespołu Dr Misio, znalazł się utwór Ona wie do słów Norwida[32]
- w 2021 z okazji 200-lecia urodzin C.K. Norwida ukazała się studyjna płyta „Norwid 2021”, autorstwa krakowskiego muzyka Mateusza Kluzy. Na płycie znalazło się 8 utworów Bo inna pojąć wzór, Klątwy, Moja piosnka II, Pielgrzym, Niksy, Pomiędzy świtem, Z greckiego, Nim znów ucieknę[33].

## Szkoły i instytucje noszące imię Cypriana Kamila Norwida
- I Liceum Ogólnokształcące im. Cypriana Kamila Norwida w Wyszkowie
- II Liceum Ogólnokształcące im. Cypriana Kamila Norwida w Ostrołęce
- III Liceum Ogólnokształcące z Oddziałami Integracyjnymi im. Cypriana Kamila Norwida w Kielcach
- XII Liceum Ogólnokształcące im. Cypriana Kamila Norwida w Krakowie
- III Liceum Ogólnokształcące im. Cypriana Kamila Norwida w Zamościu[34]